# Логинъяг
 Логинъяг — посёлок в Усть-Куломском районе Республики Коми в составе сельского поселения Зимстан. 

## География
Расположен на расстоянии примерно 44 км по прямой от районного центра села Усть-Кулом на юг.  

## История
Известен с 1949 года как лесоучасток Логин-Яг, где отмечалось 16 высланных. Официально зарегистрирован в 1954 году. Население составляло 577 человек (1959), 426 (1989), 392 (1995).

## Население
Постоянное население  составляло 346 человек (коми 77%) в 2002 году, 267 в 2010 .